# Janowo (gmina w województwie gdańskim)

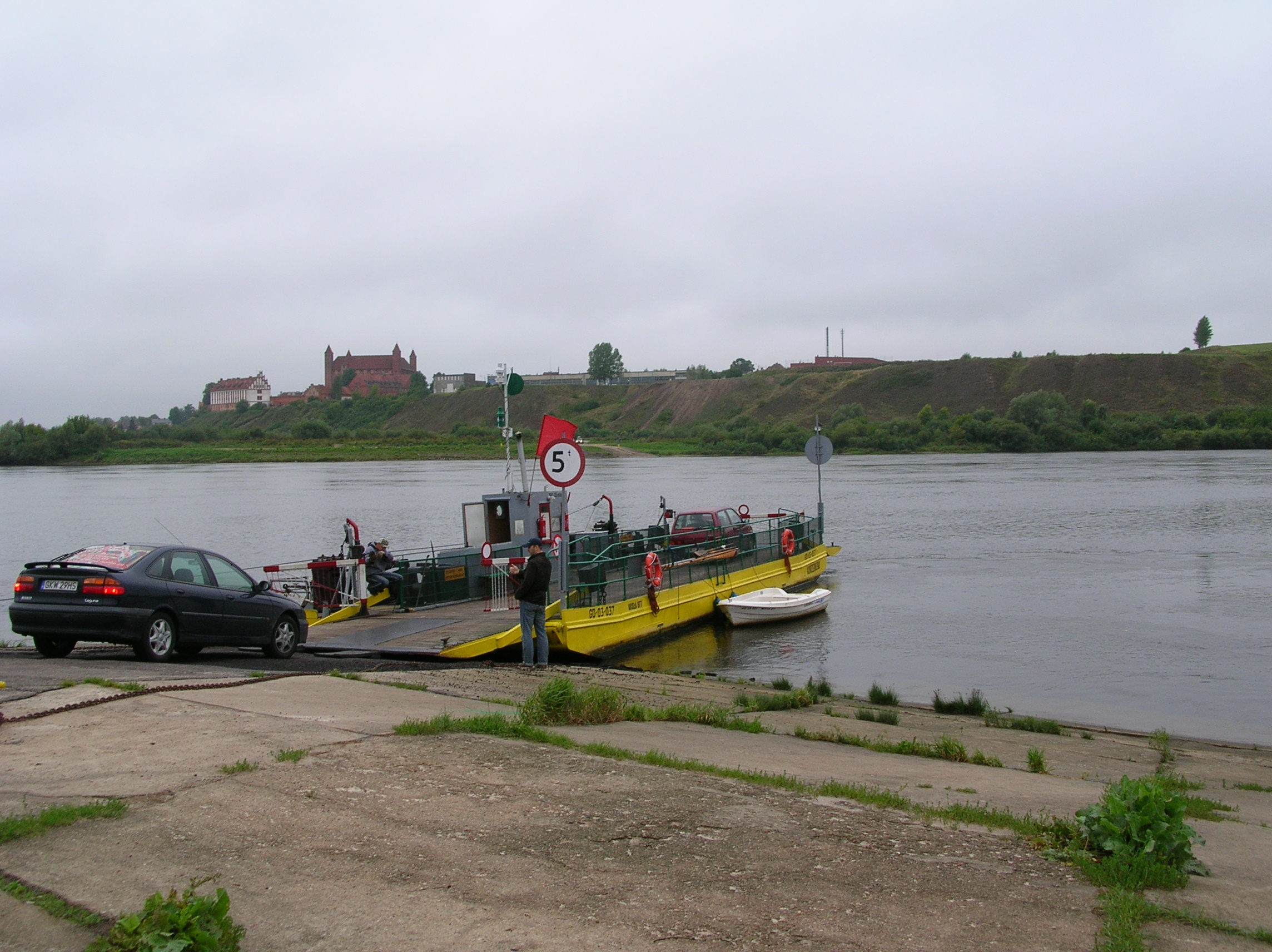
Przeprawa promowa w Janowie; za II RP jedyne połączenie gminy z Polską

Janowo – dawna gmina wiejska istniejąca w latach 1934–1954 w woj. pomorskim/gdańskim. Siedzibą władz gminy było Janowo.
W 1920 roku podczas plebiscytu na Powiślu wysoki procent miejscowej ludności opowiedział się za Polską. Janowo (48% głosów polskich) wraz z paroma okolicznymi wioskami wchodzącymi w skład dzisiejszego sołectwa Janowo (Bursztych, Kramrowo, Nowe Lignowy i Pólko Małe) zostały przyznane Polsce, przez co powstała enklawa na wschodnim, niemieckim brzegu Wisły potocznie nazywaną Małą Polską (do Polski należał także mały prawobrzeżny skrawek obszaru naprzeciw Kuchni). Granica polsko-niemiecka przebiegała zaledwie 1,5 km na wschód od wsi Janowo. Enklawa należała do powiatu gniewskiego w woj. pomorskim, a po jego zniesieniu z dniem 1 kwietnia 1932 roku, obszar przyłączono do powiatu tczewskiego w tymże województwie.
Gmina zbiorowa Janowo została utworzona w ramach reformy na podstawie ustawy scaleniowej 1 sierpnia 1934 roku w powiecie tczewskim w woj. pomorskim (II RP) z dotychczasowych jednostkowych gmin wiejskich: Burztych, Janowo, Kramrowo, Małe Pólko i Nowe Lignowy.
Po wybuchu wojny gminę Janowo (Johannisdorf) zniesiono 26 października 1939 włączając ją do gminy Szałwinek (Amtsbezirk Schadewinkel) w powiecie Marienwerder, należącym do rejencji kwidzyńskiej w prowincji Gdańsk-Prusy Zachodnie. Był to jedyny obszar przedwojennej Polski, który wszedł w skład rejencji kwidzyńskiej.
Po wojnie powrócono do podziału administracyjnego sprzed wojny, przez co gminę Janowo reaktywowano. Specyfikę przedwojennej przynależności powiatowej Janowa utrzymano także po wojnie, kiedy prawobrzeżna gmina Janowo należała do lewobrzeżnego powiatu tczewskiego, a nie do infrastrukturalnie bardziej racjonalnego, należącego od 1945 do Polski, powiatu kwidzyńskiego (brak mostu na Wiśle). Ponadto kształt gminy powojennej był nietypowy, ponieważ przyłączono do niej wąski pas wybrzeża nadwiślańskiego (przeciętnie 1 km szerokości), ciągnacy się na długości ok. 37 km od Nebrowa Wielkiego na południu do Białej Góry na północy.
7 kwietnia 1945 roku gmina wraz z całym powiatem tczewskim weszła w skład nowo utworzonego woj. gdańskiego. Według stanu z 1 lipca 1952 roku gmina Janowo była podzielona na 3 gromady: Bursztych, Janowo i Małe Pólko. Dopiero 1 stycznia 1954 gminę Janowo przeniesiono z powiatu tczewskiego do kwidzyńskiego.
Gmina została zniesiona 29 września 1954 roku wraz z reformą wprowadzającą gromady w miejsce gmin. Jednostki nie przywrócono 1 stycznia 1973 roku po reaktywowaniu gmin.